# 5e Infanteriedivisie (India)

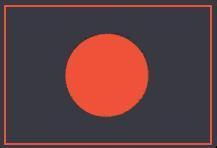
Insigne van het Indiase 5e Infanteriedivisie

De Indische 5e Infanteriedivisie (Engels: Indian 5th Infantry Division) was een infanteriedivisie van de Brits-Indische leger gedurende de Tweede Wereldoorlog.

## Geschiedenis
De divisie werd in 1939 in Secunderabad in India opgericht. De 5e Divisie bestond uit twee brigades. In 1940 vertrok de 5e Divisie naar Soedan en sloot zich bij de drie aanwezige Britse infanteriedivisies aan. Tussen 1940 en 1941 was de 5e Divisie betrokken bij de Campagne in Oost-Afrika. In 1942 waren ze betrokken bij de gevechten in Noord-Afrika  en het terugtrekken van de geallieerde troepen bij El Alamein.  
Eind 1943 nam de 5e Divisie als onderdeel van het Britse Veertiende Leger onder generaal William Slim deel aan de Campagne in Birma. De 5e Divisie werd ingezet aan het Arakan front. Daarnaast was de 5e Divisie betrokken bij de Slag om Kohima en namen ze deel bij de innamen van Rangoon.  
Na Birma was gepland dat de 5e Divisie deel moest nemen aan Operatie Tiderace, de verovering van Singapore. Vanwege de Japanse capitulatie in augustus 1945 ging de operatie niet door. Ze maakten na de oorlog deel uit van de geallieerde bezettingsmacht in Nederlands-Indië. 

## Bevelhebbers
- Generaal-majoor Lewis Heath (juli 1940-april 1941)
- Generaal-majoor Mosley Mayne (april 1941-mei 1942)
- Brigadier Claude M. Vallentin (mei 1942)
- Major-General Harold Rawdon Briggs (May 1942 - Jul 1944)
- Major-General Geoffrey Evans (Jul 1944 - Sep 1944)
- Brigadier Robert Mansergh (Sep 1944 - Sep 1944)
- Major-General Cameron Nicholson (september 1944 - september 1944)
- Major-General Dermot Warren (september  1944 - Feb 1945)
- Brigadier Joseph A Salomons (februari 1945 - februari 1945)
- Major-General Robert Mansergh (februari  1945 - augustus 1945)